# Equazione di Poisson
In analisi matematica, l'equazione di Poisson è un'equazione alle derivate parziali ellittica di larghissimo utilizzo in elettrostatica, meccanica e termotecnica. Il suo nome deriva dal matematico e fisico francese Siméon-Denis Poisson.

## Definizione
Sia {\displaystyle \varphi =\varphi (\mathbf {x} )} una funzione definita sulla chiusura dell'insieme {\displaystyle U} di {\displaystyle \mathbb {R} ^{n}} a valori in {\displaystyle \mathbb {R} }.
L'equazione di Poisson per {\displaystyle \varphi } ha la forma:
{\displaystyle \nabla ^{2}\varphi =f}
dove {\displaystyle \nabla ^{2}\ } è l'operatore di Laplace o laplaciano e {\displaystyle f} è definita in {\displaystyle U} a valori in {\displaystyle \mathbb {R} }. Nello spazio euclideo l'operatore di Laplace è spesso denotato con {\displaystyle {\nabla }^{2}}.
In coordinate cartesiane in tre dimensioni l'equazione prende la forma:
{\displaystyle \left({\frac {\partial ^{2}}{\partial x^{2}}}+{\frac {\partial ^{2}}{\partial y^{2}}}+{\frac {\partial ^{2}}{\partial z^{2}}}\right)\varphi (x,y,z)=f(x,y,z)}
L'equazione di Poisson omogenea è l'equazione di Laplace:
{\displaystyle \nabla ^{2}\varphi =0}

## Formula risolutiva
Si consideri la soluzione fondamentale dell'equazione di Laplace nella sua forma più generale:
{\displaystyle \Phi (\mathbf {x} )={\begin{cases}-{\frac {1}{2\pi }}\log |\mathbf {x} |\qquad (n=2)\\{\frac {1}{n(n-2)\alpha (n)|\mathbf {x} |^{n-2}}}\qquad (n\geq 3)\end{cases}}}
dove {\displaystyle \alpha (n)} denota il volume della bolla di raggio unitario in {\displaystyle \mathbb {R} ^{n}}. Per definizione, tale funzione è armonica per {\displaystyle \mathbf {x} } non nullo. Se si pone di traslare l'origine nel punto {\displaystyle \mathbf {y} } si ottiene che {\displaystyle \Phi (\mathbf {x-y} )} è ancora una funzione armonica per {\displaystyle \mathbf {x\neq y} }.
Si consideri la funzione {\displaystyle f:\mathbb {R} ^{n}\rightarrow \mathbb {R} } di classe C2 a supporto compatto. L'associazione:
{\displaystyle \mathbf {x} \rightarrow \Phi (\mathbf {x-y} )f(\mathbf {y} )\qquad \mathbf {x\neq y} }
è armonica per ogni {\displaystyle \mathbf {y} } di {\displaystyle \mathbb {R} ^{n}}.
Allora la convoluzione:
{\displaystyle u(\mathbf {x} )=\int _{\mathbb {R} ^{n}}\Phi (\mathbf {x-y} )f(\mathbf {y} )d\mathbf {y} ={\begin{cases}-{\frac {1}{2\pi }}\int _{\mathbb {R} ^{2}}\log(|\mathbf {x} -\mathbf {y} |)f(\mathbf {y} )d\mathbf {y} \qquad (n=2)\\{\frac {1}{n(2-n)\alpha (n)}}\int _{\mathbb {R} ^{n}}{\frac {f(\mathbf {y} )}{|\mathbf {x} -\mathbf {y} |^{n-2}}}d\mathbf {y} \qquad (n\geq 3)\end{cases}}}
è di classe C2 ed è soluzione dell'equazione di Poisson.

## Soluzioni
Una soluzione dell'equazione di Poisson è data da:
{\displaystyle \varphi (\mathbf {x} )=-{\frac {1}{4\pi }}\int _{V}{{\frac {f(\mathbf {x'} )}{\mid \mathbf {x} -\mathbf {x'} \mid }}dV'}}
integrata su {\displaystyle \mathbf {x} '}.
Si dimostra che la soluzione dell'equazione di Poisson è unica se vengono fissate opportune condizioni al contorno. In particolare, se in una regione limitata:
{\displaystyle V=\mathbb {R} ^{3}{\mbox{ e }}f\neq 0}
allora la soluzione precedente è l'unica che rispetta la condizione:
{\displaystyle \lim _{r\to \infty }\varphi (\mathbf {x} )\mid \mathbf {x} -\mathbf {y} \mid =costante<\infty }
dove {\displaystyle \mathbf {y} } è un punto arbitrario tale che:
{\displaystyle f(\mathbf {y} )\neq 0}
L'equazione di Poisson può essere risolta usando una funzione di Green, ed esistono vari metodi per trovare soluzioni numeriche. Il metodo del rilassamento, un algoritmo iterativo, ne è un esempio.

## Teorema di unicità
Il teorema di unicità per l'equazione di Poisson afferma che il gradiente della soluzione dell'equazione è unico per una vasta classe di condizioni al contorno. Nell'ambito dell'elettrostatica questo significa che una volta trovato un potenziale che soddisfa l'equazione e le condizioni al contorno, allora il campo elettrico è univocamente determinato.
Infatti, l'espressione generale dell'equazione di Poisson in elettrostatica è:
{\displaystyle \mathbf {\nabla } \cdot (\epsilon \mathbf {\nabla } \varphi )=-4\pi \rho _{f}}
dove {\displaystyle \varphi } è il potenziale e {\displaystyle \mathbf {E} =-\mathbf {\nabla } \varphi } il campo.
Per dimostrare il teorema, si supponga che vi siano due soluzioni {\displaystyle \varphi _{1}} e {\displaystyle \varphi _{2}}. Definendo:
{\displaystyle \phi =\varphi _{2}-\varphi _{1}}
poiché sia {\displaystyle \varphi _{1}} sia {\displaystyle \varphi _{2}} soddisfano l'equazione di Poisson, {\displaystyle \phi } deve soddisfare:
{\displaystyle \mathbf {\nabla } \cdot (\epsilon \mathbf {\nabla } \phi )=0}
Utilizzando l'identità:
{\displaystyle \nabla \cdot (\phi \epsilon \,\nabla \phi )=\epsilon \,(\nabla \phi )^{2}+\phi \nabla \cdot (\epsilon \,\nabla \phi )}
dato che il secondo termine è nullo si ha:
{\displaystyle \mathbf {\nabla } \cdot (\phi \epsilon \mathbf {\nabla } \phi )=\epsilon (\mathbf {\nabla } \phi )^{2}}
e considerando l'integrale di volume su tutto lo spazio (determinato dalle condizioni al contorno) si ricava:
{\displaystyle \int _{V}\mathbf {\nabla } \cdot (\phi \epsilon \mathbf {\nabla } \phi )d^{3}\mathbf {r} =\int _{V}\epsilon (\mathbf {\nabla } \phi )^{2}\,d^{3}\mathbf {r} }
Applicando il teorema della divergenza:
{\displaystyle \sum _{i}\int _{S_{i}}(\phi \epsilon \mathbf {\nabla } \phi )\cdot \mathbf {dS} =\int _{V}\epsilon (\mathbf {\nabla } \phi )^{2}\,d^{3}\mathbf {r} }
dove {\displaystyle S_{i}} sono le superfici di frontiera, specificate dalle condizioni al contorno. Dato che {\displaystyle \epsilon >0} e {\displaystyle (\mathbf {\nabla } \phi )^{2}\geq 0}, allora {\displaystyle \mathbf {\nabla } \phi =0} ovunque quando l'integrale di superficie si annulla: quindi si ha anche {\displaystyle \mathbf {\nabla } \varphi _{1}=\mathbf {\nabla } \varphi _{2}}. Pertanto il gradiente della soluzione è unico se:
{\displaystyle \sum _{i}\int _{S_{i}}(\phi \epsilon \,\mathbf {\nabla } \phi )\cdot \mathbf {dS} =0}
Affinché ciò sia vero, le condizioni al contorno di Dirichlet sono che {\displaystyle \varphi } sia ben definita sulla frontiera del dominio, ovvero poiché {\displaystyle \varphi _{1}=\varphi _{2}} sulla frontiera si ha {\displaystyle \phi =0} e il rispettivo integrale di superficie si annulla. Le condizioni al contorno di Neumann sono che {\displaystyle \mathbf {\nabla } \varphi } sia ben definito sulla frontiera del dominio, ovvero poiché 
{\displaystyle \mathbf {\nabla } \varphi _{1}=\mathbf {\nabla } \varphi _{2}} sulla frontiera si ha {\displaystyle \mathbf {\nabla } \phi =0} e il rispettivo integrale di superficie si annulla.

## Equazione di Poisson su un cerchio
L'equazione di Poisson può in teoria essere risolta analiticamente su qualsiasi dominio semplicemente connesso del piano complesso. Infatti il teorema di Weierstrass afferma che è possibile trasformare un dominio semplicemente connesso nel cerchio unitario tramite una trasformazione conforme biunivoca. Nel cerchio unitario l'equazione di Poisson ha soluzione in coordinate polari {\displaystyle (\rho ,\phi )}:
{\displaystyle u(\rho ,\phi )=\int _{0}^{2\pi }{\frac {d\theta }{2\pi }}{\tilde {u}}(\theta )K(\theta ,\phi ,\rho )}
con {\displaystyle u(\theta )} la condizione al contorno sul cerchio unitario e:
{\displaystyle K(\theta ,\phi ,\rho )=\sum _{n\in \mathbb {Z} }\rho ^{|n|}\exp(-i\,n(\theta -\phi ))}
che può essere espresso in vari modi:
{\displaystyle K(\theta ,\phi ,\rho )=\Re {\frac {1+ze^{-i\theta }}{1-ze^{-i\theta }}}}

## Funzione di Green per l'equazione di Laplace in tre dimensioni
Si consideri un sistema descritto dall'equazione di Poisson:
{\displaystyle \nabla ^{2}u(\mathbf {x} )=f(\mathbf {x} )}
Poiché il laplaciano è un operatore differenziale lineare, la soluzione {\displaystyle u(\mathbf {x} )} può essere scritta come un integrale esteso alla distribuzione sorgente {\displaystyle f(\mathbf {x} )}:
{\displaystyle u(\mathbf {x} )=\int _{\mathbf {x} '}d\mathbf {x} 'G(\mathbf {x} ,\mathbf {x'} )f(\mathbf {x'} )}
dove la funzione di Green è la distribuzione {\displaystyle G(\mathbf {x} ,\mathbf {x'} )} che consente di ottenere la risposta del sistema in {\displaystyle \mathbf {x} } a una sorgente puntiforme, descritta attraverso la delta di Dirac {\displaystyle \delta (\mathbf {x} -\mathbf {x'} )}, posta in {\displaystyle \mathbf {x'} }:
{\displaystyle \nabla ^{2}G(\mathbf {x} ,\mathbf {x'} )=\delta (\mathbf {x} -\mathbf {x'} )}
La funzione di Green per l'equazione di Laplace in tre dimensioni è uno strumento spesso utilizzato in fisica, ad esempio nella descrizione dell'interazione di un corpo carico con il campo elettromagnetico generato da una sorgente puntiforme {\displaystyle \rho }.

## Elettrostatica
Alla base dell'elettrostatica vi sono le due equazioni di Maxwell che descrivono il comportamento del campo elettrico:
{\displaystyle \nabla \cdot \mathbf {E} ={\rho  \over \varepsilon _{0}}\qquad \nabla \times \mathbf {E} =0}
dove la seconda equazione, per il fatto che il rotore del gradiente è nullo, il campo {\displaystyle \mathbf {E} } si può esprimere in funzione di un campo conservativo {\displaystyle \mathbf {\Phi } }:
{\displaystyle \mathbf {E} =-\nabla \Phi }
In altre parole, il campo elettrico è definito come il gradiente di una funzione scalare {\displaystyle \Phi }. Trovare {\displaystyle \Phi } è un importante problema pratico, essendo il modo usuale per trovare il potenziale elettrico a partire da una data distribuzione di cariche. Sostituendo l'espressione del campo elettrico nella prima delle due equazioni di Maxwell sopra citate si ottiene l'equazione di Poisson, che nelle unità SI ha la forma:
{\displaystyle {\nabla }^{2}\Phi =-{\rho  \over \varepsilon _{0}}}
dove {\displaystyle \Phi \!} è il potenziale elettrico, misurato in volt, {\displaystyle \rho } è la densità di carica, misurata in coulomb su metri cubi, e {\displaystyle \varepsilon _{0}} è la costante dielettrica del vuoto, in farad al metro. Fissate le condizioni al contorno, la soluzione è unica, e pertanto il potenziale è completamente determinato dalla distribuzione spaziale di carica.
In una regione di spazio dove non c'è distribuzione di carica si ottiene l'equazione omogenea:
{\displaystyle {\nabla }^{2}\Phi =0}
e l'equazione per il potenziale diventa un'equazione di Laplace.

### Potenziale di una densità di carica gaussiana
Se esiste una densità di carica elettrica con simmetria sferica gaussiana {\displaystyle \rho (r)}:
{\displaystyle \rho (r)={\frac {Q}{\sigma ^{3}{\sqrt {2\pi }}^{3}}}\,e^{-r^{2}/(2\sigma ^{2})}}
dove {\displaystyle Q} è la carica totale, allora la soluzione {\displaystyle \Phi } dell'equazione di Poisson
{\displaystyle {\nabla }^{2}\Phi =-{\rho  \over \varepsilon _{0}}}
è data da:
{\displaystyle \Phi (r)={\frac {1}{4\pi \varepsilon _{0}}}{\frac {Q}{r}}\,{\mbox{erf}}\left({\frac {r}{{\sqrt {2}}\sigma }}\right)}
dove {\displaystyle {\mbox{erf}}(x)} indica la funzione errore. Questa soluzione può essere verificata esplicitamente da un calcolo di {\displaystyle {\nabla }^{2}\Phi }. Si noti che, per {\displaystyle r} maggiore di {\displaystyle \sigma }, {\displaystyle {\mbox{erf}}(x)} tende all'unità e il potenziale {\displaystyle \Phi (r)} tende al potenziale di una carica puntiforme:
{\displaystyle \Phi (r)={\frac {1}{4\pi \varepsilon _{0}}}{\frac {Q}{r}}}